# Дракула (фильм, 2006)
Дракула (англ. Dracula) — телевизионный фильм 2006 года, снятый режиссёром Биллом Иглзом и написанный Стюартом Харкортом по мотивам одноимённого романа Брэма Стокера.

## Сюжет
В 1899 году у Артура Холмвуда диагностируют сифилис вскоре после помолвки с Люси Вестенра. Зная, что болезнь убьет и его, и его невесту, он связывается с оккультной группой под названием «Братство», которую возглавляет человек по имени Синглтон. Синглтон утверждает, что они знают кого-то, кто может вылечить его от болезни, но за определённую цену.
Лучшая подруга Люси — Мина Мюррей, помолвлена с Джонатаном Харкером, адвокатом. Артур нанимает фирму, где работает Джонатан, чтобы продать несколько владений графу Дракуле из Трансильвании. Вскоре после отъезда Джонатана его работодателя убивают, а все документы о сделке пропадают. Синглтон спокойно признается в содеянном, говоря Артуру, что «молодой человек» никогда не вернется из Трансильвании.
В Трансильвании Джонатан знакомится с графом Дракулой, девятисотлетним вампиром. Дракула убивает Харкера, принимает молодой вид после того, как выпил его крови, и вскоре направляется в Англию на борту «Деметры». Корабль в конце концов достигает Уитби, но не может пришвартоваться во время шторма. На следующее утро выброшенный на берег корабль оказывается пустым, за исключением покойного капитана и нескольких пустых ящиков.
Мина чувствует, что с Джонатаном что-то случилось, и Люси предлагает ей остаться с ней и Артуром в Уитби. Беспокойство Мины подтверждается, когда она узнаёт, что Джонатан должен был быть на борту корабля.
Артур становится холодным и отчужденным, и Люси выражает беспокойство по поводу того, что их брак ещё не заключен. Позже она встречает графа Дракулу, который утешает её. Он представляется Люси, которая приглашает его на ужин. Артур, взбешенный, обнаружив Дракулу в своем доме, оказывается бессильным, когда Люси внезапно становится жертвой вампира. Старый друг Артура, доктор Сьюард, с подозрением относится к тому, что Артур отказывается отвезти Люси в больницу. Затем он под дулом пистолета заставляет Сьюарда сделать ей переливание крови из собственной руки. Однако на следующее утро Люси умирает, и Сьюард убежден, что Артур несет ответственность за её внезапную смерть.
Он исследует и находит дом Братства в Челси, где Синглтон и другие оказываются убиты. В подвале он находит живущего, как животное, профессора Абрахама Ван Хельсинга, который просит, чтобы его освободили. Ван Хельсинг объясняет, что Братство наняло его фольклористом для расследования вампиров. В конце концов он нашел Дракулу и был отпущен с сообщением Братству: он придет к ним, если его пригласят, но только если ему дадут недвижимость. Напуганные тем, как Ван Хельсинг пытает Дракулу, они послали вместо него Джонатана и заключили Ван Хельсинга в тюрьму. Сьюард пытается объяснить это Мине, но она настроена скептически. Сьюард сталкивается с убитым горем и раскаявшимся Артуром, который объясняет, что его сифилис помешал ему заключить брак и что это он организовал приезд Дракулы в Англию.
Трое преследуют уже не-мёртвую Люси, в то время как Дракула преследует Мину, которая вскоре понимает, что Сьюард говорил правду, когда Дракула пытается её укусить. Однако Артур вынужден уничтожить свою жену, когда она пытается укусить его и Сьюарда. Дракула чувствует это и позволяет Мине сбежать. Сьюард, Артур и Ван Хельсинг встречают её в её доме, где они соглашаются пойти за Дракулой незадолго до рассвета, где он будет наиболее слаб. Они прибывают в склеп Дракулы, где появляется Дракула и нападает на Мину. Артур жертвует собой, чтобы Мина смогла сбежать. Ван Хельсинг отвлекает Дракулу навесом, давая Сьюарду шанс ударить его сзади.
Мина через некоторое время начинает новую жизнь со Сьюардом. После того, как Мина и Сьюард прощаются с Ван Хельсингом, который уезжает в Голландию, появляется дряхлый и выживший Дракула и наблюдает за парой, когда они идут по улице.

## В ролях
- Марк Уоррен — Дракула
- Дэвид Суше — Абрахам Ван Хельсинг
- Дэн Стивенс — Артур Холмвуд
- Том Бёрк — доктор Джек Съюард
- Рэйф Сполл — Джонатан Харкер
- Стефани Леонидас — Мина Мюррей
- София Майлс — Люси Вестенра
- Дональд Самптер — Синглтон
- Йен Редфорд — Хоукинс

## Премьера
- 28 декабря 2006 года — Великобритания
- 11 февраля 2007 — США
- 22 мая 2007 — Швеция
- 25 июля 2007 — Аргентина
- 7 ноября 2007 — Финляндия
- 7 марта 2008 — Япония
- май 2008 — Франция
- 8 июля 2008 — Нидерланды[1]

## Приём
Критический приём был неоднозначен. Мэри Энн Йохансон из FlickFilosopher писала: «Свежий и эрудированный, это ценный новый взгляд на старую историю». The SF, Horror and Fantasy Film Review писали: 
В этой версии 2006 года Дракула был как бы переосмыслен по аналогии с костюмированными драмами BBC о Джейн Остин, то есть создан с акцентом на текстурный и социальный реализм той эпохи и с участием множества красивых молодых лиц. Атмосфера того времени передана с определённой степенью компетентности и убежденности, хотя также ясно, что Дракула также делается на средний бюджет. (…) Есть ощущение, что сценарист пытается создать предысторию событий Дракулы и объединить цели приезда Дракулы в Англию, Ван Хельсинга, путешествия Джонатана в Трансильванию и опасения Холмвуда по поводу его брака с Люси в сложно взаимосвязанное повествование, которого никогда не было в книге. Это создает новую интерпретацию, хотя в конечном итоге почти ничего не добавляет к Дракуле, кроме того, что писатель решает наложить свой авторский отпечаток на произведение, возясь со знакомыми элементами. (…) Среди молодёжного состава выделяется единственное известное имя в группе — София Майлз, которая делает Люси сильной и уверенной в себе. Марк Уоррен — довольно пухлый Дракула.(…) В этой роли Уоррен иногда создает темный магнетизм, но в основном выглядит слишком мило и по-мальчишески, чтобы играть такую большую роль, как Дракула.